# Буковіна (Нижньосілезьке воєводство)
Буковіна (пол. Bukowina) — село в Польщі, у гміні Длуґоленка Вроцлавського повіту Нижньосілезького воєводства.
Населення — 279 осіб (2011).
У 1975-1998 роках село належало до Вроцлавського воєводства.

## Демографія
Демографічна структура станом на 31 березня 2011 року:
|          | Загалом | Допрацездатний вік | Працездатний вік | Постпрацездатний вік |
| -------- | ------- | ------------------ | ---------------- | -------------------- |
| Чоловіки | 152     | 43                 | 94               | 15                   |
| Жінки    | 127     | 25                 | 82               | 20                   |
| Разом    | 279     | 68                 | 176              | 35                   |